# Popławy (obwód tarnopolski)
Popławy (ukr. Поплави) – wieś na Ukrainie w rejonie tarnopolskim należącym do obwodu tarnopolskiego.
Do 2020 w rejonie podwołoczyskim.